# Valverde de Llerena
Valverde de Llerena es un municipio español, perteneciente a la provincia de Badajoz (comunidad autónoma de Extremadura).

## Situación
Se sitúa en las proximidades de Ahillones, en dirección a Guadalcanal, cerca ya del límite con la provincia de Sevilla. Ocupa un asentamiento en suave pendiente sobre un dominio montuoso correspondiente a las estribaciones de Sierra Morena.
Pertenece a la comarca de Campiña Sur y al Partido judicial de Llerena.

## Historia
El nombre actual de la población se atribuye a su fundador, Don Rodrigo de Valverde. Pero a lo largo de la historia ha sido conocida por otros nombres distintos: A finales del siglo XV ostentó el apelativo de Valverde de la Reina. También se llamó "Valverde de Azuaga", por depender de este municipio jurisdicionalmente.
La fundación de Valverde de Llerena tuvo lugar sobre el año 1240, por parte de Don Rodrigo de Valverde, Caballero de la Orden de Santiago, Comendador de Valez, quien a mediados del siglo XIII consolidó la ocupación del lugar concediendo diversos privilegios a quienes allí se instalaron.
La nueva población pasó a la jurisdicción de la Orden de Santiago. En 1594 formaba parte de la provincia León de la Orden de Santiago y contaba con 232 vecinos pecheros.
Fue en 1559 cuando adquirió la consideración y el título de villa por merced de Felipe II. En 1586, fue segregada definitivamente de los dominios santiagueños, al ser vendida a Mariana de Córdova, marquesa de Villanueva del Río, pasando más tarde a engrosar los extensos dominios de la Casa de Alba.
A la caída del Antiguo Régimen la localidad se constituye en municipio constitucional en la región de Extremadura. Desde 1834 quedó integrado en el Partido judicial de Llerena. En el censo de 1842 contaba con 270 hogares y 1120 vecinos.

## Demografía
Valverde de Llerena cuenta con una población de 566 habitantes (INE 2024).
| Gráfica de evolución demográfica de Valverde de Llerena entre 1842 y 2021                                             |
| |
| Población de derecho según los censos de población del INE. Población de hecho según los censos de población del INE. |

## Patrimonio
Iglesia parroquial católica bajo la advocación de La Purísima Concepción, en la Archidiócesis de Mérida-Badajoz.

## Personas destacadas
- Manuel Luque Otero (1943- 2007), médico internista, referente obligado en el estudio de la hipertensión arterial (HTA).